# كلاي تاكر
كلاي تاكر (بالإنجليزية: Clay Tucker)‏ مواليد 14 يونيو 1980 في ليما، هو لاعب كرة سلة أمريكي. بدأ مسيرته الاحترافية في سنة 2003. يبلغ طوله 6 قدم 4 3⁄4 بوصة (1.9 م).

## المسيرة الاحترافية
لعب مع سندسفال دراغونز في موسم 2003–2004، ثم لعب مع لو مان سارت باسكت في الدوري الفرنسي في سنة 2007، ثم لعب مع تيرامو باسكت في الدوري الإيطالي في موسم 2007–2008، ثم لعب مع خيمكي في الدوري الروسي في سنة 2008.

## روابط خارجية
- كلاي تاكر على موقع الدوري الأوروبي لكرة السلة (الإنجليزية)
- كلاي تاكر على موقع الدوري الإسباني لكرة السلة (الإسبانية)
- كلاي تاكر على موقع كرة السلة الأوروبية.كوم (الإنجليزية)
- كلاي تاكر على موقع كلية كرة السلة في سبورتس رفرنس.كوم (الإنجليزية)
- كلاي تاكر على موقع ريلجم (الإنجليزية)
- كلاي تاكر على موقع بروبوليرز (الإنجليزية)
- كلاي تاكر على موقع سبورتس رفرنس (الإنجليزية)
- كلاي تاكر على موقع سبورتس رفرنس (الإنجليزية)